# Ольденбурзький дім
Ольденбурзький дім (нім. Haus Oldenburg, дан. Oldenborgske slægt) — династія німецького походження, гілки якої правили в різних країнах Європи, що походить від роду німецького графа Егільмара I із родовим замком в Ольденбурзі. Її представники перебували та перебувають на престолах в Данії (перший король з династії Ольденбургів — Кристіан I), Норвегії, Греції (в 1863—1974) та Швеції (в 1457—1523, з перервами), а також в Шлезвіг-Гольштейні (в 1460—1863).
Існує декілька гілок Ольденбурзької династії, серед яких Гольштейн-Готторпи та Глюксбурги.

## Історія
Графа Егільмара І вперше згадано 1091 року. Родовою домівкою династії є Ольденбурзький замок. У XII столітті монастир Растеде поблизу Ольденбурга став їхнім родинним монастирем, а надалі й до наших днів — їхнім сільським осередком. Шлюби середньовічних графів Ольденбурзьких проторували дорогу їхнім спадкоємцям до престолів кількох скандинавських королівств. Через шлюби зі спадкоємицями шведського короля Вальдемара I й данського короля Еріка IV претензії на шведський і данський престоли були пред'явлені ще 1350 року.
Тоді суперниками династії були спадкоємці Маргарити I Данської. У XV столітті ольденбурзький спадкоємець цієї претензії Дітріх одружився з Гельвіг Шауенбурзькою, нащадком онуки короля Магнуса III Євфимії Шведської й Норвезької, а також данських королів Еріка V і Абеля. Оскільки нащадки, що мали першість у лініях престолонаслідування, вимерли, син Дітріха й Гельвіг Кристіан став королем усіх трьох королівств Кальмарської унії. Мекленбурзький дім був головним суперником Ольденбурзького дому стосовно престолів північних країн; інші претенденти включали герцога Лауенбурзького. Різні гілки Ольденбурзької династії правили в кількох європейських країнах. Ольденбурзький дім недовго претендував на британський престол через шлюб королеви Анни і принца Георга Данського й Норвезького 1683 року, однак через передчасну смерть усіх їхніх дітей британська корона перейшла Ганноверській династії, і Ольденбурги повернули її тільки 2022 року зі сходженням короля Карла III.

## Герб
- Герб Ольденбурзького дому: у золотому щиті дві червоні балки.

## Титули
Імператори
- Всеросійські імператори

Королі
- Королі Данії
- Королі Норвегії
- Королі Швеції
- Королі Греції
- Королі Ісландії

Герцоги
- Герцоги Ольденбургу
- Герцоги Саксен-Лауенбургу
- Герцоги Шлезвіг-Гольштейну

Графи
- Графи Ольденбурзькі
- Графи Дельменгорстські

## Бічні гілки
- Гольштейн-Готторпи

- Гольштейн-Готторп-Романови

- Гольштейн-Готторпська династія (шведська лінія)
- Августенбурги
- Глюксбурги
  - Віндзорська династія

### Гольштейн-Готторпи
Гольштейн-Готторпська гілка Ольденбурзької династії бере свій початок від герцога Гольштейн-Готторпського Адольфа, сина короля Данії Фредеріка І. Від Фрідріха IV та Христіана Августа Гольштейн-Готторпських (синів Крістіана Альбрехта Гольштейн-Готторпського) пішло дві гілки Гольштейн-Готторпів.
Нащадками Фрідріха IV, герцога Гольштейн-Готторпського, є російський імператор Петро III та всі наступні російські імператори. Нащадками Христіана Августа Гольштейн-Готторпського були королі Швеції. Адольф Фредерік (син Христіана Августа) успадкував шведський трон. Російська імператриця Катерина II приходилась Христіану Августу онукою через свою матір Йоганну Єлизавету.

### Шлезвіг-Гольштейн-Зондербурги (Глюксбурги)
Шлезвіг-Гольштейн-Зондербурги є молодшою гілкою Ольденбурзької династії і бере свій початок від Ганса (Іогана), першого герцога Шлезвіг-Гольштейн-Зондербурзького, сина короля Данії Кристіана III. Від вказаної гілки походять декілька герцогських родин, серед яких рід герцогів Шлезвіг-Гольштейн-Зондербургів-Глюксбургів (Глюксбурги). У зв'язку з тим, що старша гілка Ольденбургів обірвалася на Фредерікові VII, престол перейшов до представника гілки Глюксбургів — Кристіана IX.
Представники цієї молодшої гілки Ольденбургів продовжують перебувати на престолах Данії та Норвегії, а в 1863—1974 роках — перебували на грецькому престолі. В Данії на даниний момент на престолі перебуває представниця роду Глюксбургів Маргрете II. В Норвегії на престолі перебуває Гаральд V — представник норвезьких Глюксбургів, які беруть свій початок від короля Норвегії Гокона VII, сина короля Данії Фредеріка VIII.
Від короля Греції Георга І (сина короля Данії Кристіана ІХ) походить грецька гілка Глюксбургів. Серед нащадків короля Георга І є принц Філіп, герцог Единбурзький (батько принца Філіпа — принц Андрій Грецький був сином короля Георга І), королева Іспанії Софія (дочка короля Греції Павла І) та її син — король Іспанії Філіп VI.
Зі вступом на британський престол принца Уельського Чарльза відбулася фактична зміна династії з Віндзорів на Глюксбурзьку гілку Ольденбургів, однак відповідно до прокламації 1952 року її представники будуть іменуватися Віндзорами.